# سلمان الفرج
سلمان الفرج (عربی: سلمان الفرج؛ زادهٔ ۱ اوت ۱۹۸۹) بازیکن فوتبال اهل عربستان است که در پست هافبک به عنوان کاپیتان در باشگاه ورزشی نئوم و تیم ملی فوتبال عربستان بازی میکند. .

## دوران باشگاهی

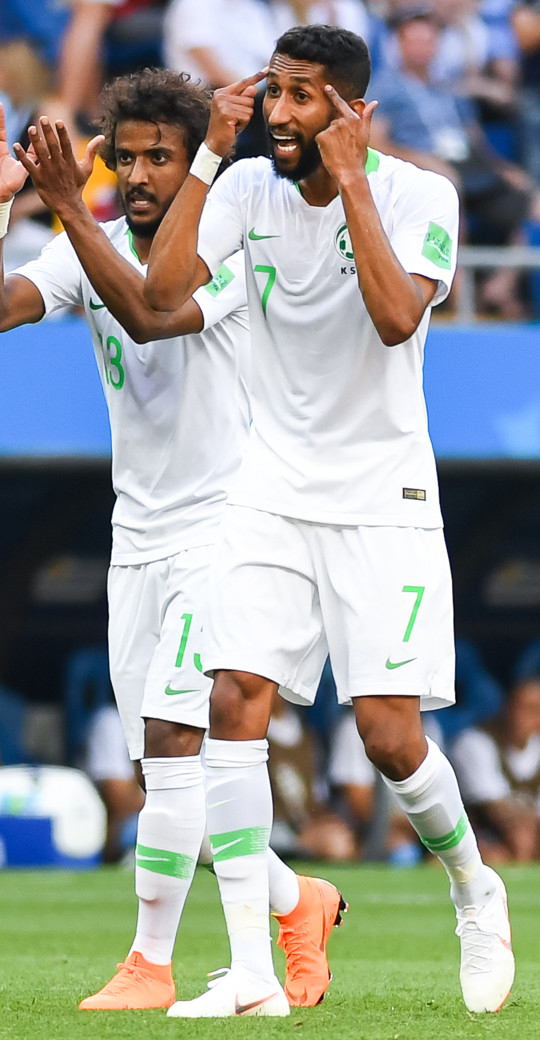
سلمان الفرج در سال ۲۰۱۸ با تیم ملی فوتبال عربستان

وی سابقه بازی در تیم های باشگاه فوتبال الهلال و تیم ملی فوتبال عربستان را دارد.